# 1956年オーストラリア選手権 (テニス)
1956年 オーストラリア選手権（1956ねんオーストラリアせんしゅけん、1956 Australian Championships）に関する記事。オーストラリア・ブリスベン市内にある「ミルトン・テニスクラブ」にて開催。

## 大会の流れ
- 全豪選手権開催都市としてのブリスベンが、1923年以来33年ぶりに復活した。1924年から1955年までの間、開催都市はメルボルン・シドニー・アデレードの3つを回り持ちしていた。
- 男子シングルス・女子シングルスとも「32名」の選手による5回戦制で行われ、シード選手は8名であった。

## シード選手

### 男子シングルス
1. ルー・ホード　（初優勝）
2. ケン・ローズウォール　（準優勝）
3. ハーバート・フラム　（ベスト4）
4. ギルバート・シー　（ベスト8）
5. アシュレー・クーパー　（ベスト8）
6. ニール・フレーザー　（ベスト4）
7. メルビン・ローズ　（ベスト8）
8. マルコム・アンダーソン　（ベスト8）

### 女子シングルス
1. メアリー・ベヴィス・ホートン　（ベスト4）
2. メアリー・カーター　（初優勝）
3. ベリル・ペンローズ　（ベスト8）
4. フェイ・ミュラー　（ベスト8）
5. テルマ・コイン・ロング　（準優勝）
6. ダフネ・シーニー　（ベスト4）
7. ロリス・ニコルズ　（ベスト8）
8. ロレイン・コグラン　（ベスト8）

## 大会経過

### 男子シングルス
準々決勝
- ルー・ホード vs.  メルビン・ローズ　3-6, 6-1, 6-8, 6-2, 9-7
- ニール・フレーザー vs.  ギルバート・シー　6-2, 6-4, 6-3
- ハーバート・フラム vs.  アシュレー・クーパー　6-8, 6-3, 6-2, 6-3
- ケン・ローズウォール vs.  マルコム・アンダーソン　6-4, 6-3, 5-7, 8-6

準決勝
- ルー・ホード vs.  ニール・フレーザー　6-3, 6-2, 6-0
- ケン・ローズウォール vs.  ハーバート・フラム　6-4, 6-0, 6-2

### 女子シングルス
準々決勝
- メアリー・ベヴィス・ホートン vs.  ロレイン・コグラン　0-6, 6-0, 6-3
- テルマ・コイン・ロング vs.  フェイ・ミュラー　7-5, 6-1
- ダフネ・シーニー vs.  ベリル・ペンローズ　6-2, 6-1
- メアリー・カーター vs.  ロリス・ニコルズ　6-1, 7-5

準決勝
- テルマ・コイン・ロング vs.  メアリー・ベヴィス・ホートン　0-6, 6-3, 9-7
- メアリー・カーター vs.  ダフネ・シーニー　6-3, 7-5

## 決勝戦の結果
- 男子シングルス： ルー・ホード vs.  ケン・ローズウォール　6-4, 3-6, 6-4, 7-5
- 女子シングルス： メアリー・カーター vs.  テルマ・コイン・ロング　3-6, 6-2, 9-7
- 男子ダブルス： ケン・ローズウォール＆ ルー・ホード vs.  ドン・キャンディ＆ メルビン・ローズ　10-8, 13-11, 6-4
- 女子ダブルス： テルマ・コイン・ロング＆ メアリー・ベヴィス・ホートン vs.  メアリー・カーター＆ ベリル・ペンローズ　6-2, 5-7, 9-7
- 混合ダブルス： ニール・フレーザー＆ ベリル・ペンローズ vs.  ロイ・エマーソン＆ メアリー・ベヴィス・ホートン　6-2, 6-4